# Само љубавници опстају
Само љубавници опстају (енгл. Only Lovers Left Alive) је британско-немачки филм из 2013. режисера и сценаристе Џима Џармуша у коме главне улоге тумаче Том Хидлстон и Тилда Свинтон.

## Улоге
| Глумац          | Улога            |
| --------------- | ---------------- |
| Том Хидлстон    | Адам             |
| Тилда Свинтон   | Ив               |
| Мија Вашиковска | Ејва             |
| Џон Херт        | Кристофер Марлоу |
| Антон Јелчин    | Ијан             |
| Џефри Рајт      | др Вотсон        |